# Super Live in Japan
A Super Live in Japan a Queen + Paul Rodgers formáció 2006-os koncertfilmje, amely a 2005 októberében, a Saitama Super Arenában, Tokióban tartott koncertjük felvételét tartalmazza. A videó kizárólag Japánban jelent meg. A koncertfilm 15 dalából álló válogatás a 2008-as Queen + Paul Rodgers album, a The Cosmos Rocks limitált kiadásának bónuszaként került kiadásra Európában és Észak-Amerikában.

## Tartalom
Minden dal a Queen tagjainak szerzeménye, kivéve a jelölt helyeken.
Első lemez
1. Lose Yourself (Eminem, L. Resto, J. Bass) (szalagról)
2. Reaching Out (Black, Hill)
3. Tie Your Mother Down
4. Fat Bottomed Girls
5. Another One Bites the Dust
6. Fire and Water (Andy Fraser, Paul Rodgers)
7. Crazy Little Thing Called Love
8. Say It’s Not True
9. ’39
10. Love of My Life
11. Teo Torriatte (Let Us Cling Together)
12. Hammer to Fall
13. Feel Like Makin’ Love (Paul Rodgers, Mick Ralphs)
14. Let There Be Drums (Sandy Nelson, Rochard Podolor)
15. I’m in Love with My Car
16. Guitar solo
17. Last Horizon
18. These Are the Days of Our Lives
19. Radio Ga Ga
20. Can’t Get Enough (Mick Ralphs)
21. A Kind of Magic
22. Wishing Well (Paul Rodgers, Paul Kossoff, John Bundrick, Tetsu Yamauchi, Simon Kirke)
23. I Want It All
24. Bohemian Rhapsody
25. I Was Born to Love You
26. The Show Must Go On
27. All Right Now (Andy Fraser, Paul Rodgers)
28. We Will Rock You
29. We Are the Champions
30. God Save the Queen (szalagról)

Második lemez
- Backstage in Budapest (dokumentumfilm a 2005. március 23-i budapesti koncertről)

## Közreműködők
- Paul Rodgers – ének, gitár
- Brian May – gitár, ének
- Roger Taylor – dobok, ének